# Esquerda Anticapitalista Europeia
A Esquerda Anticapitalista Europeia é uma rede informal de partidos de esquerda radical europeus, que se reúnem regularmente desde março de 2000.
As relações entre a EACE e o Partido da Esquerda Europeia não são claras, já que vários partidos pertencem às duas estruturas.

## Membros
Organizações que participaram no encontro da EACE em junho de 2011:
| País          | Nome                                           | DE     | DN       | Status            |
| ------------- | ---------------------------------------------- | ------ | -------- | ----------------- |
| Bélgica       | Liga Comunista Revolucionária                  | 0 / 12 | 0 / 87   | Extra-parlamentar |
| Bélgica       | Liga Comunista Revolucionária                  | 0 / 8  | 0 / 63   | Extra-parlamentar |
| Croácia       | Luta Operária                                  | 0 / 11 | 0 / 151  | Extra-parlamentar |
| Dinamarca     | Aliança Vermelha e Verde                       | 0 / 13 | 14 / 179 | Oposição          |
| Espanha       | Em Luta                                        | 0 / 54 | 0 / 350  | Extra-parlamentar |
| Espanha       | Partido Operário Revolucionário                | 0 / 54 | 0 / 350  | Extra-parlamentar |
| Espanha       | Esquerda Anticapitalista                       | 2 / 54 | 0 / 350  | Extra-parlamentar |
| França        | Novo Partido Anticapitalista                   | 0 / 74 | 0 / 577  | Extra-parlamentar |
| Grécia        | Grupo Político Anticapitalista                 | 0 / 21 | 0 / 300  | Extra-parlamentar |
| Grécia        | Partido Socialista dos Trabalhadores da Grécia | 0 / 21 | 0 / 300  | Extra-parlamentar |
| Irlanda       | Aliança Pessoas Antes do Lucro                 | 0 / 11 | 1 / 166  | Oposição          |
| Irlanda       | Partido Socialista                             | 0 / 11 | 3 / 166  | Oposição          |
| Irlanda       | Partido Socialista Operário                    | 0 / 11 | 0 / 166  | Extra-parlamentar |
| Países Baixos | Alternativa Socialista                         | 0 / 26 | 0 / 150  | Extra-parlamentar |
| Países Baixos | Socialistas Internacionalistas                 | 0 / 26 | 0 / 150  | Extra-parlamentar |
| Polónia       | Partido Trabalhista Polaco                     | 0 / 51 | 0 / 460  | Extra-parlamentar |
| Portugal      | Bloco de Esquerda                              | 1 / 21 | 19 / 230 | Oposição          |
| Reino Unido   | Contrafogo                                     | 0 / 73 | 0 / 630  | Extra-parlamentar |
| Reino Unido   | Resistência Socialista                         | 0 / 73 | 0 / 630  | Extra-parlamentar |
| Reino Unido   | Partido Socialista                             | 0 / 73 | 0 / 630  | Extra-parlamentar |
| Reino Unido   | Partido Socialista Escocês                     | 0 / 73 | 0 / 630  | Extra-parlamentar |
| Reino Unido   | Partido Socialista dos Trabalhadores           | 0 / 73 | 0 / 630  | Extra-parlamentar |
| Suécia        | Partido Socialista                             | 0 / 20 | 0 / 349  | Extra-parlamentar |

## No Parlamento Europeu
A EACE não tem um grupo próprio no Parlamento Europeu, participando no Grupo da Esquerda Unitária Europeia/Esquerda Nórdica Verde, onde em 2013 estavam integrados 2 deputados do BE, 1 do Socialist Party irlandês e 1 da Enhedslisten /Aliança Vermelha Verde dinamarquesa (eleito pelo Movimento Popular contra a UE).